# Paredes do Bairro
Paredes do Bairro era una freguesia portuguesa del municipio de Anadia, distrito de Aveiro.

## Historia
Con fuero municipal otorgado por el rey D. Manuel en 1519, y cabeza de un concelho propio hasta su extinción a mediados del siglo XIX, Paredes do Bairro, sin embargo, no adquirió la condición de freguesia autónoma hasta 1985; categoría que perdió no muchos años después, cuando fue suprimida el 28 de enero  de 2013, en aplicación de una resolución de la Asamblea de la República portuguesa promulgada el 16 de enero de 2013 al unirse con las freguesias de Amoreira da Gândara y Ancas, formando la nueva freguesia de Amoreira da Gândara, Paredes do Bairro e Ancas.

## Patrimonio
En su patrimonio histórico-artístico se cuentan la iglesia parroquial de Santo Tomé y las capillas de San Antonio y Sto. Tomé (patrono de la localidad).